# Catalogus horti academici vindobonensis
Catalogus horti academici vindobonensis (abrevido Cat. Horti Vindob.) es un libro con ilustraciones y descripciones botánicas que fue escrito por el botánico, numismático y sinólogo austriaco Stephan Ladislaus Endlicher. Fue publicado en Viena en dos volúmenes en el año 1842.